# Storena obnubila
Storena obnubila är en spindelart som beskrevs av Simon 1901. Storena obnubila ingår i släktet Storena och familjen Zodariidae. Inga underarter finns listade i Catalogue of Life.